# Dorothea Kaiser
Dorothea Kaiser (* 29. September 1940 in Fulda) ist eine deutsche Schauspielerin.
Kaiser spielte bisher vorwiegend in vielen TV-Produktionen mit. Darunter TV-Filme wie 1968 in Das Käthchen von Heilbronn, 1975 in Der Biberpelz und 1979 in Jauche und Levkojen. Weiterhin hatte sie mehrere Rollen in TV-Serien wie 1986 in Detektivbüro Roth, von 1988 bis 1989 in Die Schwarzwaldklinik, im Jahr 1990 in Hotel Paradies, von 1997 bis 1999 in Verbotene Liebe und von 1998 bis 2005 in Die Rettungsflieger. In der Fernsehreihe Tatort spielte sie im Abstand von 21 Jahren insgesamt bisher zweimal mit. In dem Kinodrama Land in Sicht spielte sie 1990 unter der Regie von Berno Kürten die Rolle der Mrs. Jensen.
In der Hörspielreihe Die drei ??? sprach sie in Folge 44 Die drei ??? Und Der Gestohlene Preis die Rolle der Mathilda Jonas.

## Filmografie (Auswahl)
- 1968: Das Käthchen von Heilbronn
- 1974: Tatort – Kneipenbekanntschaft
- 1975: Der Biberpelz
- 1975: Zwei Finger einer Hand
- 1976: Freiwillige Feuerwehr
- 1976: Gesucht wird … – Paul Leppla
- 1979: Jauche und Levkojen
- 1981: Mutschmanns Reise
- 1982: Flucht aus London
- 1983: Ein kurzes Leben lang – Die Freundin (Fernsehserie, Staffel 1, Folge 8)
- 1985: Der Alte – Eine Tote auf Safari
- 1986: Der Antrag
- 1986: Detektivbüro Roth – Tod eines Vertreters
- 1988–1989: Die Schwarzwaldklinik (4 Folgen)
- 1989: Petticoat – Geschichten aus den Fünfzigern (Fernsehserie)
- 1990: Land in Sicht
- 1990: Hotel Paradies (2 Folgen)
- 1991–1996: Die Männer vom K3 (4 Folgen)
- 1993: Der große Bellheim
- 1993: Sommerliebe
- 1993: Adelheid und ihre Mörder – 39 Rosen
- 1995: Tatort – Tödliche Freundschaft
- 1997: Ein Vater sieht rot
- 1998: Vorübergehend verstorben
- 1997–1999: Verbotene Liebe (11 Folgen)
- 1998–2005: Die Rettungsflieger (7 Folgen)
- 2002: Die Rosenkrieger
- 2007: Die Rettungsflieger (14 Folgen)